# 孤堆回族乡
孤堆回族乡是中华人民共和国安徽省淮南市谢家集区下辖的一个民族乡。

## 行政区划
孤堆回族乡下辖以下村级行政区划单位：
孤堆村、许桥村、大洼村、杨岗村、蔡圩村、黄老圩村、杨镇村和孙老郢村。